# كارلوس موتا
كارلوس موتا (بالإسبانية: Carlos Motta)‏ (مواليد 25 يوليو 1956) هو ملاكم غواتيمالي، مثّل بلاده في الألعاب الأولمبية الصيفية 1984.

## روابط خارجية
كارلوس موتا على موقع أوليمبيديا (الإنجليزية)